# Meet the Robinsons
Meet the Robinsons (Descubriendo a los Robinsons en España y La Familia del Futuro en Hispanoamérica) es una película de animación por computadora de Walt Disney Pictures y la producción animada número 47 de Walt Disney Animation Studios, además de la primera del estudio tras el cambio a dicho nombre (anteriormente conocido como Walt Disney Feature Animation). Fue estrenada el 30 de marzo de 2007 en los Estados Unidos, siendo la segunda película de Disney Animation producida totalmente por computadora tras Chicken Little en 2005 y la primera del estudio en no ser lanzada en VHS, pero también fue la primera película del estudio es lanzarse en Blu-Ray. La frase promocional es: Algunas familias son todo un viaje... ¡esta es una aventura!.
La película también estuvo presentada en Disney Digital 3D en cines seleccionados.

## Argumento
En una noche lluviosa, una misteriosa mujer joven encapuchada y aparentemente con problemas financieros se ve obligada a abandonar a su pequeño bebé dentro de una caja de cartón en la entrada de un orfanato de la ciudad, para luego desaparecer del lugar como cualquier transeúnte nocturno. Doce años después del suceso, aquel bebé ahora ha crecido bajo el nombre de Lewis, un joven prodigio de 12 años de edad y experto en la mecánica y ciencias, el cual sigue viviendo en el orfanato donde fue abandonado tiempo atrás y aún no ha conseguido que una familia lo adopte definitivamente. En uno de sus proyectos, éste decide inventar un escáner de memoria el cual le permita recordar a su verdadera madre, con la esperanza de encontrarla, pero dicho proyecto nocturno para la feria de ciencias de la escuela, no deja dormir al pequeño Mike "Goob" Yagoobian, su compañero de cuarto en el orfanato y que sueña con jugar al béisbol en las Ligas menores.
Durante la feria de ciencias en la escuela de Lewis, la representante de Inventco, la Dra. Krunklehorn, es la jueza del evento. Un niño de trece años llamado Wilbur Robinson se acerca a Lewis diciendo ser un «policía del tiempo» venido del futuro y le dice que un hombre con un sombrero de bombín robó una máquina del tiempo. El siniestro hombre del "sombrero", a quien Wilbur está buscando, envía a Doris, un sombrero robótico con brazos mecánicos, a sabotear el escáner de memoria de Lewis. Cuando Lewis muestra su invento, éste explota, causando un caos dentro de la feria. Lewis, furioso, sale corriendo y Wilbur corre detrás de él, dejando atrás el escáner de memoria, el cual es robado por el tipo del sombrero.
De vuelta en el orfanato, Lewis sube hasta la azotea, aplastado por su "fracaso" en la feria científica. Wilbur aparece y le dice a Lewis que vaya de regreso a la feria de ciencias y arregle su máquina. Lewis acepta, bajo la condición de que Wilbur pruebe que viene del futuro. Wilbur lleva a Lewis a donde está su máquina del tiempo voladora, y la usa para llevarlos hasta el año 2037, treinta años en el futuro.
Lewis se impresiona al instante al ver el enorme cambio que hay, y piensa que al usar la máquina del tiempo puede volver al día en que su madre lo abandonó y evitar que eso pase, pero Wilbur no esta de acuerdo ya que él prometió arreglar el invento, pero Lewis intenta a la fuerza tomar el mando de la nave y ellos se agarran y terminan finalmente destruyendo la máquina. Con la máquina destruida, Wilbur de inmediato le dice a Lewis que la repare, él en un principio se niega, pero al final accede con la condición de que Wilbur prometa llevarlo donde su verdadera madre. 
Ya en el garaje, aparece un robot llamado Carl quien al percatarse de Lewis, se asusta ya que es alguien del pasado, Wilbur esconde su cabello con un sombrero de frutas y le advierte que si su familia se entera de que viene del pasado habrá problemas, y le dice que se quede en el garaje porque va por los planos de la nave, a Lewis le dio curiosidad sobre el tubo que los transporta y mira pero en eso lo succiona y Lewis conoce al abuelo de Wilbur: Bud Robinson, que le ofrece una visita guiada de la casa durante la que conoce al resto de la rara y divertida familia Robinson: Franny Robinson, la amistosa madre de Wilbur, la cual entrena ranas para cantar, vestir trajes y hablar, los tíos de Wilbur y otros seres extraños. Wilbur se asegura de que nadie sepa que Lewis viene del pasado y le explica que su padre, Cornelius Robinson, el único miembro de la familia que no se presenta a Lewis, debido a que está de viaje, inventó prácticamente todo lo que Lewis está viendo, incluyendo las máquinas del tiempo. Además, le muestra su corporación y su lema "Camina hacia el futuro" (en castellano: "Sigue siempre adelante").
El hombre del sombrero llega al pasado y se encuentra a Goob, que está triste debido a que se quedó dormido durante un partido muy importante y fue golpeado por los que estaban en el equipo por hacerles perder. Goob le dice que todos le han aconsejado olvidarlo y que él piensa que es mejor así, pero el del sombrero le dice que no lo haga, que lo encierre en lo más profundo de su corazón y que lo guarde. El hombre del sombrero sube a ver a Lewis, pero solo encuentra rastros de viajes en el tiempo y de Wilbur, por lo que él regresa al futuro.
Durante un almuerzo, los Robinson le piden a Lewis que se quite el sombrero que Wilbur le puso para taparle el cabello, pero Wilbur inicia una guerra de albóndigas entre Franny y su tío Gastón y lo salva. El hombre del sombrero llega y Doris crea una Mini-Doris que el hombre del sombrero puede controlar desde la máquina. Mientras, la rana Frankie y las demás ranas de Franny están contando chistes y bebiendo, cuando Mini-Doris se apodera de Frankie y lo controla, el hombre del sombrero le ordena agarrar a Lewis, pero Frankie contesta que hay muchas personas y él es muy pequeño, también indica que considera que la idea no está bien planificada, el hombre del sombrero deja a la rana y se lleva a Mini-Doris. El hombre del sombrero va al pasado y vuelve con un Tiranosaurio Rex, controlado por Mini-Doris, y le ordena atrapar a Lewis, tras una larga lucha entre los Robinson y el Tiranosaurio Rex, éste le dice al hombre del sombrero que no puede alcanzar a Lewis porque sus brazos son muy cortos, añadiendo sus dudas acerca de que la idea esté bien planificada. Wilbur localiza a Mini-Doris y se la saca de la cabeza, las ranas y Frankie se llevan a Mini-Doris.
Franny dice que le tiene cariño a Lewis, así que sugiere adoptarlo, pero Wilbur, al ver lo que pasa, le saca el sombrero, por lo tristemente le dicen a Lewis que debe volver a su tiempo, lo que hace que Lewis se decepcione y se entera de que Wilbur le mintió y que nunca iba a llevarlo donde su madre. Lewis enojado se va y se encuentra con el hombre del sombrero que le dice que si arregla la máquina, lo llevará con su madre. Lewis acepta, pero más tarde es traicionado y luego que se entera de la verdad, resulta que él es el padre de Wilbur y el hombre del sombrero es en realidad su viejo amigo Goob, avejentado y profundamente resentido por haber fallado en el intento de atrapar la pelota de béisbol durante el día del partido que cronológicamente transcurrió al mismo tiempo la feria de ciencias, ya que éste se quedó dormido por ayudar a Lewis en su invento. Su ira interna no le permitió hacer amigos o encontrar una familia y actualmente siendo manipulado por la considerablemente más inteligente DOR-15, una futura invención de Lewis que salió terriblemente mal y donde también se revela que este posee la segunda máquina del tiempo. Después de que Lewis, sin ninguna fé en sí mismo y sus habilidades, fracasa en reparar la máquina del tiempo, Goob se escapa al pasado y presenta el escáner de memorias y el sombrero asistente DOR-15 a la compañía Inventco y logra hacer que Wilbur sea borrado de la existencia. Desafortunadamente para Lewis, el futuro es espantosamente alterado, cuando Doris y sus miles de clones secuaces crean un futuro apocalíptico y traicionan a Goob, para que este ya no los moleste más y rápidamente inicia su propia iniciativa de esclavizar al mundo.
Por otro lado, Lewis evita a la versión malvada de la futura familia Robinson, ya que está controlada por los sombreros, además de un sombrero gigante con patas de araña y millones de pequeños sombreros lo atacan, pero afortunadamente Lewis consigue arreglar la máquina del tiempo y la utiliza, para regresar al mismo momento y lugar precisos de cuando Goob y el sombrero firmaban el contrato que destruirá la humanidad. Justo cuando Goob estaba por firmar el contrato, Lewis se aparece y detiene el firmado del documento, donde también le explica a Goob que cuando DOR-15 obtenga lo que quiere, automáticamente se deshará de Goob, para que éste ya no la estorbe más. Con sus siniestros planes completamente expuestos, Doris aparta a Goob de su camino y trata rápidamente de atacar a Lewis con intención de matarlo, pero éste último se las ingenia para detener a Doris, diciendo que él nunca la va a inventar, lo cual rápidamente provoca que Doris sea borrada de la existencia para siempre.
Con el desastre completamente evitado, Lewis decide llevarse a Goob de regreso al futuro, donde este último es testigo de todo el futuro apocalíptico que creó Doris por sus decisiones, el cual vuelve a cambiar al mundo como era antes. Finalmente ambos aterrizan cerca de la casa de los Robinson y Wilbur vuelve a la existencia nuevamente y ataca a Goob, pero Lewis lo convence de adoptarlo, pero Wilbur no parece estar de acuerdo de ello, pero Lewis rápidamente reprime a Wilbur por ser el responsable de descuidar cerradura del garaje donde estaba la segunda máquina del tiempo y porque esta última terminó siendo robada por Goob debido a ello. Por otro lado, Goob después de ver todo el horror que causó por sus decisiones, huye avergonzado e inseguro de qué hacer ahora con su vida.
Después de que los Robinson regresan a la normalidad, le agradecen a Lewis por arreglar el futuro y por salvarlos a todos. Pero justo en ese momento, Cornelius Robinson finalmente regresa a casa y se descubre que éste sujeto es en realidad la versión adulta de Lewis y donde ambos se sorprenden de verse, además de que éste también regaña a su hijo Wilbur por utilizar la máquina del tiempo sin autorización. Momentos después, el Lewis del futuro le muestra a su versión joven su laboratorio y todos sus respectivos inventos que ha creado con el paso de los años, para él, su mayor logro siempre fue el escáner de memorias, porque fue el invento que comenzó todo lo que hay a su alrededor y le da un consejo de que siempre debe "caminar hacia el futuro" y que su familia y amigos son el factor más importante de la vida. Momentos después, Lewis se despide de toda la familia Robinson y ellos le dicen que pronto los volverá a ver.
Rápidamente, Wilbur lleva a Lewis de regreso al pasado en la máquina del tiempo, pero en lugar de llevarlo a la feria de ciencias, Wilbur decide llevar a Lewis a la noche de cuando este fue abandonado en el orfanato, para que éste conozca a su verdadera madre, tal como le había prometido previamente, regresando exactamente al mismo momento de los acontecimientos del inicio de la cinta. Sin embargo, cuando Lewis esta a punto de saludarla, éste en el último segundo se abstiene de conocerla y finalmente acepta dejarla ir. Al regresar al presente, Wilbur le pregunta algo confundido sobre que porqué dejó ir a su verdadera madre así como así y Lewis simplemente le responde que él ya tiene una familia y un futuro, posteriormente Lewis se despide de Wilbur y le da las gracias por todo, donde momentos después Lewis ve un mensaje escrito por Wilbur sobre las nubes el cual dice: "hasta la vista papa" y regresa al futuro.
Posteriormente, Lewis camina de regreso a la feria de ciencias, pero pronto se acuerda del partido de Goob y va al campo de juego, para evitar que Goob se vaya a convertir en el hombre del sombrero y lo despierta justo a tiempo para que éste atrape la pelota y ganen el juego, provocando que de esta forma Goob se convierta en el héroe del equipo. Ya estando de regreso en la feria de ciencias, se revela que la Dra. Krunklehorn y Lucille (la abuela de Wilbur en el futuro) son la misma, e implican que se casó con Bud y que adoptarán a Lewis como su hijo adoptivo. Por otra parte, Lewis también se encuentra con la versión joven de Franny, la cual evidentemente será su futura esposa y la alienta a que siga con su sueño de enseñarle a las ranas a cantar música.
Luego se muestra a Lewis con su nueva familia adquiriendo la que más adelante sería la futura casa de los Robinson, donde también se ve a los nuevos padres adoptivos de Lewis mostrándole su nueva habitación, en la cual precisamente está ubicado su futuro laboratorio, donde éste comienza a planear y crear nuevos inventos, pero sobre todo siempre "caminando hacia el futuro".

Al final de la película, aparece una frase de Walt Disney:
“En este lugar perdemos demasiado tiempo mirando hacia atrás. Camina hacia el futuro, abriendo nuevas puertas y probando cosas nuevas, sé curioso... porque nuestra curiosidad siempre nos conduce por nuevos caminos.”

## Doblaje

### En inglés
- Jordan Fry y Daniel Hansen como Lewis.
  - Tom Selleck como Cornelius, la versión adulta de Lewis.
- Wesley Singerman como Wilbur Robinson.
- Stephen Anderson como Bowler Hat Guy.
  - Matthew Josten como Michael "Goob" Yagoobian, la versión joven de Bowler Hat Guy.

Anderson también proporcionó las voces del abuelo Bud y la prima Tallulah.
- Nicole Sullivan como Franny Robinson.
  - Jessie Flower como joven Franny.
- Harland Williams como Carl.
- Angela Bassett como Mildred.
- Adam West como tío Art.
- Laurie Metcalf como Lucille Krunklehorn.
- Ethan Sandler como:

DOR-15 (Doris)
Tío Fritz (y tía Petunia)
Spike y Dimitri
Primo laszlo
El CEO de InventCo
- Don Hall como tío Gaston.

Hall también proporcionó la voz del entrenador de gimnasio.
- Tom Kenny como el Sr. Willerstein
- Kelly Hoover como Tía Billie.
- Joe Mateo como Tiny the T-Rex.
- Tracey Miller-Zarneke como Lizzy.
- Aurian Redson como Frankie the Frog.
- Jamie Cullum como la voz cantante de Frankie the Frog.
- Paul Butcher como Stanley.
- Dara McGarry como recepcionista de InventCo, la Sra. Harrington
- John H. H. Ford como el Sr. Harrington
- Nathan Greno como Zurdo.

### En España
- Begoña Hernando - Lucille Robinson
- Pablo del Hoyo - Cornelius Robinson
- Miguel Rius Zorrilla - Lewis Robinson
- Raúl Rojo Rodríguez - Wilbur Robinson
- Licia Alonso Baño - Mildred
- Iván Sánchez Sánchez - Goob
- Raphael - Sr. Harrington
- Natalia Figueroa - Sra. Harrington
- Roberto Encinas - Entrenador
- Carlos Bautista - Stanley
- Belén Mateos- Lizzy
- Belén Caneda - Franny Robinson
- José Padilla - El tipo del bombín
- Juan Luis Rodríguez - CEO
- David García - Spike & Dimitri
- Francisco Javier García Sáenz - Carl
- Eduardo Bosch - Frankie
- Miguel Ayones - Bud
- Amparo Bravo - Billie
- Iñaki Crespo - Gastón
- José Antonio Ceínos - Art

### En Hispanoamérica
- Raúl Sebastián - Lewis Robinson
- Abraham Herrera Vega - Wilbur Robinson
- Simone Brooks - Mildred
- Andonni Sánchez - Goob
- Jorge Alberto Aguilera - Sr. Harrington
- Verónica López Treviño - Sra. Harrington
- Chuy De La Fuente Jiménez - Entrenador
- Rodrigo Gutiérrez - Stanley
- Evita Muñoz "Chachita" - Lucille Robinson
- José Luis Rodríguez "El Puma" - Cornelius Robinson
- María de Lourdes " Yuyu“ Parra Vidal - Lizzy
- Paulina García Casillas - Franny Robinson (niña)
- Claudia Garzón - Franny Robinson (adulta)
- Mario Filio - El del sombrero (Michael)
- Mario Díaz Mercado - CEO
- Jaime Kurt - Spike & Dimitri
- Óscar Flores - Carl
- Jesús Barrero - Frankie
- Esteban Siller Garza - Bud
- Jessica Ortiz - Billie
- Raúl Anaya - Gastón
- Mario Arvizu - Tío Art

La versión japonesa utiliza "Hitomi Hiraite" de Mitsuki como tema principal.